# Cseleszta
A cseleszta a zongorával rokon, kalapácsmechanikával működtetett, billentyűs idiofon hangszer. Hangját filcezett kalapácsfejek által ütött, kromatikusan hangolt acéllapok vagy acélrudak adják, amelyek rezgését fa rezonálószekrény erősíti föl. A hangszer kicsengése a zongorához hasonló módon pedálszerkezettel tompítható.

## Története

A Schiedmayer-cseleszta működési elve

A celestát (jelentése égi hang) 1886-ban a párizsi harmóniumkészítő, August Mustel találta fel, apja, Victor Mustel által 1860-ban tervezett hangszere alapján. Victor Mustel Dulcitone (a. m. édes hang) nevű hangszerét hangvillák alakították. amelyeket billentyűzettel működtetett kalapácsok ütöttek. A cseleszta először 1892-ben lépett fel a szimfonikus zenekarban, Pjotr Iljics Csajkovszkij A diótörő című balettjében (az infobox hangmintája). Ezzel kapcsolatban azt mondják, hogy amikor 1891-ben Csajkovszkij meglátta a cselesztát, és úgy döntött, hogy zenekaron belül debütál vele, azt megakadályozandó, hogy más zeneszerzők ellopják tőle az ötletet, titokban elhoztatta Párizsból, és a következőt írta: „Hogy ne tudják használni a hatásait előttem.” Mások azonban azt állítják, hogy a cselesztát először egy kis zenekarban használta 1888 decemberében Ernest Chausson a La tempête-hez. A Diótörő sikere után a celestát Richard Strauss az Ariadné Naxos szigetén című operában és Giacomo Puccini a Toscában használta fel. Megint más zeneszerzők is, például Gustav Mahler a 2. szimfóniájában. Igor Stravinsky a Requiemben, Bartók a Zene vonósokra, ütőhangszerekre és celesztára, Gustav Holst a Bolygók szvitben, Claude Debussy a Les Chansons de Bilitis című darabban, Arnold Schönberg a Herzgewachse című operában, Casella a velencei kolostorban (itt a hangszer négy kézzel játszották, mint a zongorán). Léo Delibes és Théodore Dubois is felhasználta kompozícióiban a cselesztát. Míg Karlheinz Stockhausen unalmas megjelenést adott neki, Cage iskolájának diákjai, elsősorban Feldman, kiválóan használták a hangszert.
A cselesztát rock- és popzenészek is használták, már az 1940-es években Frank Sinatra Columbia-felvételein, köztük az I'll Never Smile Againben, majd a Velvet Undergroundban a híres Sunday Morningben. A hangszer jellegzetes hangzását használó többi csoport közül kiemelkedik a The Beatles (Baby, It's You), a The Beach Boys (Girl Don't Tell Me), Buddy Holly (Everyday), és Pink Floyd (a The Gnome és a The Wall című filmben használt Anya-verziója).
Még az avantgárd zenében és a jazzben is használták és használják ezt a hangszert, amely igen alkalmas a különleges intenzitású atmoszférák megteremtésére, mint például Keith Jarrett és kvartettje (Dewey Redman, Charlie Haden, Paul Motian) The Survivor's Suite 1977-ben).
Az utóbbi években John Williams a cselesztát használta a Harry Potter-saga filmadaptációjának híres főtémájához.
A cseleszta használatára további kortárs példákat találhatunk Lars Danielsson svéd zenész néhány albumán (a 2007-es Pasodoble, 2009-es Tarantella), amelyeken a hangszeren Leszek Mozder lengyel zongoraművész játszik.

## Fordítás
- Ez a szócikk részben vagy egészben  a   Celesta című olasz Wikipédia-szócikk ezen változatának fordításán alapul.  Az eredeti cikk szerkesztőit annak laptörténete sorolja fel. Ez a jelzés csupán a megfogalmazás eredetét és a szerzői jogokat jelzi, nem szolgál a cikkben szereplő információk forrásmegjelöléseként.